# Kaspar Hedio

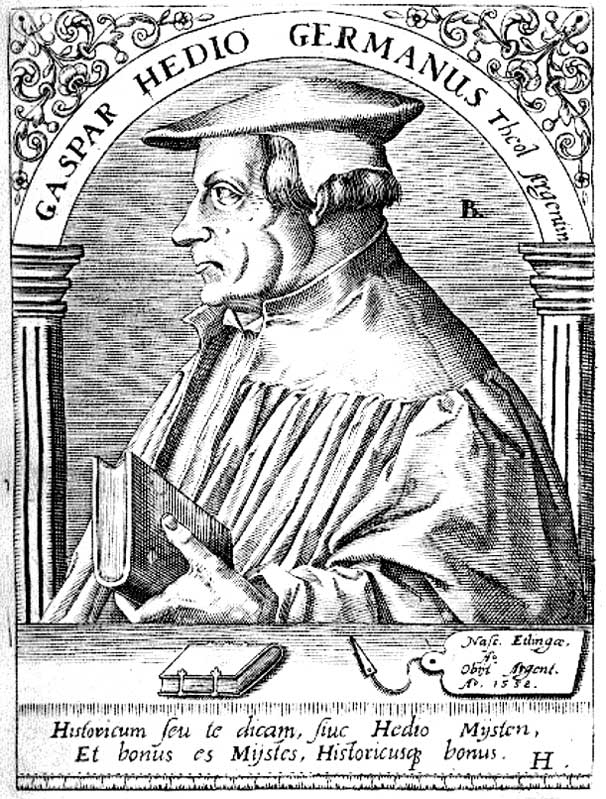
Casper Hedio, Kupferstich 16. Jh.

Kaspar Hedio (auch Caspar Hedio, Kaspar Heyd, Kaspar Bock, Kaspar Böckel, Funarius, Funificis, Seiler; * 1494 in Ettlingen; † 17. Oktober 1552 in Straßburg an der Pest) war ein deutscher Historiker, reformierter Theologe und Reformator.

## Leben
Als Sohn wohlhabender Eltern aufgewachsen, besuchte er die berühmte Lateinschule in Pforzheim, wo zahlreiche, später berühmte Männer der Reformationszeit wie Franciscus Irenicus und Simon Grynaeus seine Schulkameraden waren. Sein Studium begann er 1513 in Freiburg im Breisgau, wo er unter dem Rektorat von Matthäus Zell Magister wurde. Er wendet sich dem Studium der Theologie zu und führte dies 1518 in Basel weiter, wo er 1519 mit einer Disputation unter Wolfgang Capito über die Eigenschaften Gottes und die Prädestination zum Lizentiaten der Theologie promovierte. Um dieselbe Zeit nahm er schon Beziehungen zu Ulrich Zwingli auf, für den er sich begeisterte, und schrieb am 23. Juni 1520 in gleichem Sinne an Martin Luther.
Nachdem er kurze Zeit in Basel Kaplan gewesen war, trat er auf Capitos Empfehlung in kurmainzische Dienste, unter anderem als Domprediger. Seine Wirksamkeit konnte hier nur von kurzer Dauer sein, da er sich bereits für die reformatorischen Bewegung entschieden hatte und aus seiner Überzeugung kein Hehl machte. In Mainz hatte Hedio zwar noch den theologischen Doktorgrad erworben, aber bald bewarb er sich um die Predigerstelle am Straßburger Münster, die er im November 1523 übernahm. Seine evangelische Überzeugung unterstrich der 30-jährige Prediger durch seine Heirat mit der Patriziertochter Margarete Trenz (1524), die vom Domkapitel auch nicht beanstandet wurde.
In Straßburg wirkte er von Anfang an in Gemeinschaft mit Capito und Martin Bucer. Er beteiligte sich an der Auseinandersetzung mit der alten Kirche und veröffentlichte im Oktober 1524 seine „Ablehnung uf Cunrats Tregers Büchlin“. In der Straßburger Reformationsgeschichte nimmt er nächst Zell und den beiden maßgebenden Reformatoren Capito und Bucer die geachtetste Stellung ein. Theologisch stand er allerdings weniger im Vordergrund. Nur an den Disputationen und später an den Vorlesungen war er beteiligt. Dafür trat er aber als Organisator stärker hervor und erwarb sich um das Unterrichtswesen große Verdienste.
Auf dem Marburger Religionsgespräch war er zugegen, ohne dabei besonders hervorzutreten. Das von ihm geschriebene Itinerar ist von großem Interesse. In Straßburg nahm er in diesen Jahren an den sozial-politischen Bestrebungen starken Anteil. Er schrieb einen Traktat vom Zehnten, übersetzte die Schrift des humanistischen Sozialreformers Vives »De subventione pauperum« und nahm praktisch an der Armenpflege stark Anteil. Als Prediger ist er von den Zeitgenossen sehr gerühmt und geliebt worden. Manche seiner Predigten sind auch im Druck erschienen.
Nach außen wirkte er weit über die Grenzen Straßburgs hinaus. Im Oberelsaß, in der badischen Markgrafschaft und in der Pfalz ist er ständig als Reformator beratend tätig gewesen. Seinem Landesherrn, dem Pfalzgrafen Ottheinrich, schickte er manches Gutachten und manche Ratschläge. So empfahl er ihm zum Beispiel die Gründung einer Bibliothek, die auch dem Volk offenstehen sollte. Als Philipp Melanchthon nach Frankreich eingeladen wurde, war Hedio von Straßburg ausersehen, ihn zu begleiten. Auswärtige Missionen übernahm er in den folgenden Jahren in mehreren Fällen. So ging er als Straßburger Vertreter zum Wormser Religionsgespräch, 1541 nach Regensburg und 1551 nach Dornstadt. Zur Vorbereitung der Kölner Reformation wurde er neben Bucer nach Bonn abgeordnet und für längere Zeit beurlaubt.
Hedio war stark historisch interessiert. Er übersetzte zahlreiche Traktate der Kirchenväter, gab eine Chronik der alten christlichen Kirche nach Euseb und Sozomenos heraus und stellte schließlich eine Weltchronik zusammen, die von vielen gelesen und beachtet wurde. So hatte er sich in den Anfängen der protestantischen Geschichtsschreibung einen geachteten Namen gemacht. Nach dem Augsburger Interim (1548) lehnte er jegliche Konzession ab, um seinen Gemeindegliedern kein Ärgernis zu bereiten. Er verzichtete daher auf die Predigerstelle am Dom und begnügte sich mit dem bescheidenen Amt eines Frühpredigers in der einstigen Dominikaner-Kirche. Als letzter Überlebender aus der Generation der Begründer der Straßburger Kirche übernahm er nach Bucers Fortgang die Leitung des Kirchenkonvents, hatte aber bei seiner vermittelnden theologischen Haltung manchen Gegensatz zu erfahren.

## Werke
- Ablehnung uf Cunrats Tregers Büchlin 1524
- Chronica der Altenn Christlichen kirchen auß Eusebio, Rufino, Sozomeno …, 1530, Digitalisierte Ausgabe der Bayerischen Staatsbibliothek;
- Abriß (Synopsis) der Gesch. v. 1504–1508, 2 Bände, 1538;
- »Chronicon Abbatis Urspergensis correctum et paralipomena et addita usque ad a. (1230–1537)« Eine auserlesene Chronika v. Anfang der Welt aus dem Lateinischen des Abts v. Ursperg, 1539;
- „Chronica, das ist: Warhafftige Beschreibunge eller alten Christlichen Kirchen von der zeit an, da die Historia Ecclesiastica Tripartita aufhöret: das ist, von der jarzal an, vierhundert nach Christi geburt, biss auff jar 1545.“ von Eusebius Caesariensis Digitalisierte Ausgabe der Universitäts- und Landesbibliothek Düsseldorf
- übers. einige Traktate v. Augustin, Ambrosius und Chrysostomus u. die Geschichtswerke des Eusebius, Hegesippus u. Sabellicus,
- „Cuspiniani Caesares“ die Geschichte der römischen Kaiser v. Cuspinian, das Leben der Päpste v. Platina und andere
- übertrug frühere Weltchronikenen ins Deutsche, versah sie mit Anm. u. führte sie bis auf seine Zeit fort.
- Chronicon germanicum (3 Tle.)
- Flavii Josephi Des Hochberuempten Histori beschreibers alle Bücher. Nämlich zwentzig von den alten geschichten der Juden. Syben vom Jüdischen krieg und Zerstörung Hierusalem. Zwey wider Appionem Grammaticum, vom Alten Herkommen der Juden. Eins von Meysterschafft der vernunfft unnd der Machabeer Martyrung. Item Beschreibung des lebens Flavii Josephi so vormals in Teutscher Spraach nicht aussgangen ist. Alles durch D. Caspar Hedion verteutscht. Straßburg 1556, Digitalisierte Ausgabe der  Bayerischen Staatsbibliothek.